# 2 Ceti
Désignations
2 Ceti (en abrégé 2 Cet) est une étoile de la constellation équatoriale de la Baleine, située près de la limite avec le Verseau. Elle est visible à l'œil nu et sa magnitude apparente est de 4,48. L'étoile présente une parallaxe annuelle de 11,98 millisecondes d'arc telle que mesurée par le satellite Hipparcos, ce qui permet d'estimer qu'elle est distante de ∼ 272 a.l. (∼ 83,4 pc) de la Terre. Elle apparaît se rapprocher du Système solaire à une vitesse radiale héliocentrique d'environ +8 km/s.
2 Ceti est classée comme une étoile bleu-blanc de la séquence principale ou comme une sous-géante bleu-blanc, de type spectral B9,5 Vn ou B9 IVn, respectivement. La lettre « n » de son suffixe indique que son spectre présente des raies d'absorption « nébuleuses » en raison de sa rotation rapide. Les estimations de sa vitesse de rotation projetée varient de 116 à 237 km/s. Cela donne à l'étoile une forme aplatie avec un bourrelet équatorial qu'on estime être 12 % plus grand que son rayon polaire.
2 Ceti est une étoile naine âgée d'environ 200 millions d'années. Elle est environ 2,7 fois plus massive que le Soleil et son rayon est 2,75 fois plus grand que le rayon solaire. L'étoile est 119 fois plus lumineuse que le Soleil et sa température de surface est de 11 419 K.
Un excès d'émission dans l'infrarouge en provenance de l'étoile a été détecté par le télescope spatial Akari à une longueur d'onde de 18 μm, ce qui suggère la présence d'un disque de débris en orbite.